# Cyklotol
Cyklotol – mieszanina wybuchowa składająca się z heksogenu i trotylu. W zależności od zastosowania proporcje obu składników mogą być różne. Najczęściej jest to mieszanina 65-80% flegmatyzowanego heksogenu i 35-20% trotylu. Najczęściej stosowaną w wojsku mieszaniną jest 77% RDX i 23% TNT. Dla tego składu mieszaniny prędkość detonacji wynosi ok. 8200 m/s przy gęstości 1,75 g/cm3 i ciśnieniu 32 GPa.